# Propulsión

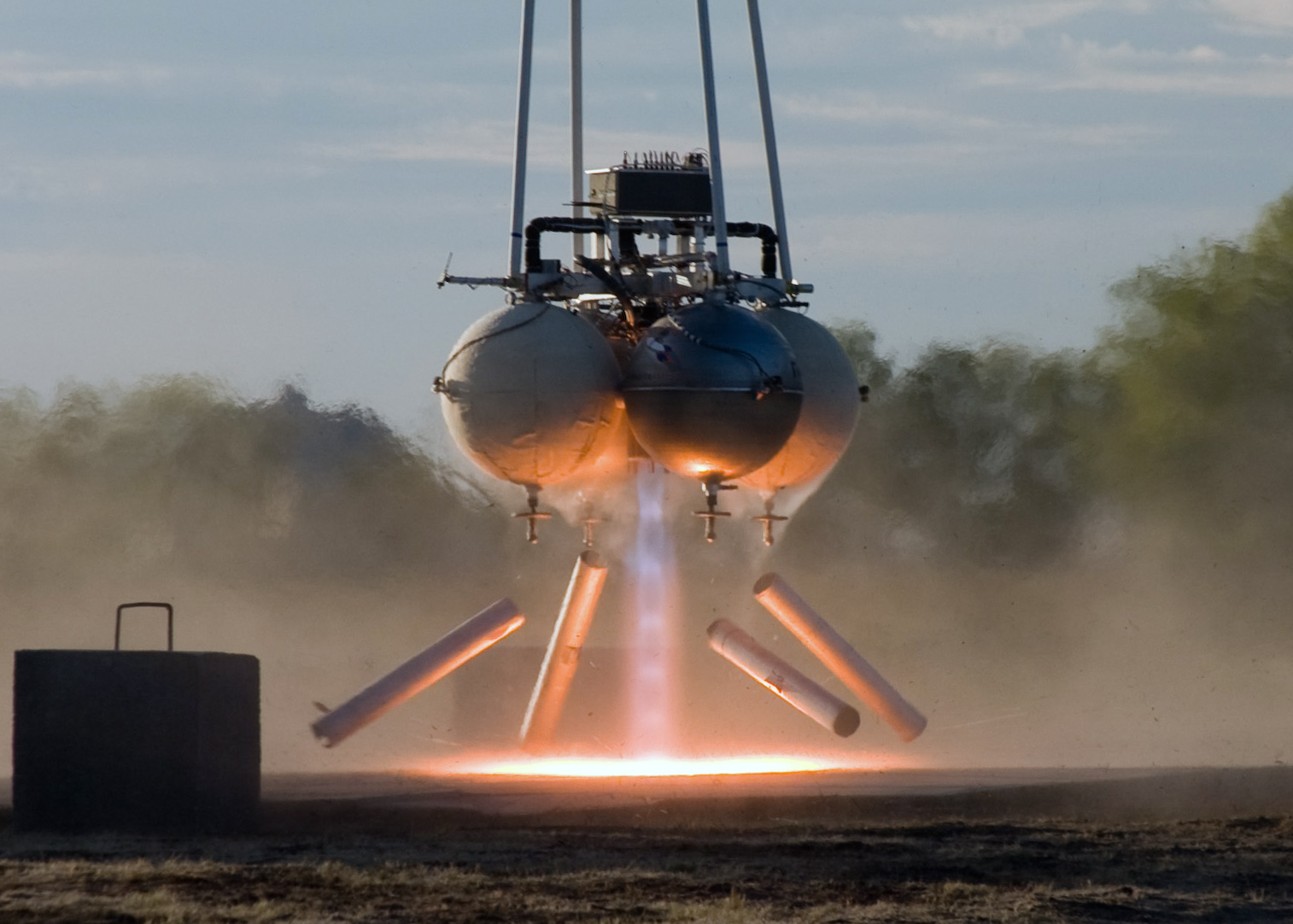
Sistema propulsivo de la empresa Armadillo Aerospace donde se observa los gases de escape (con los diamantes de choque) a la salida de la tobera del motor cohete.

Propulsión es una fuerza que empuja, da impulso adelante o conduce un objeto adelante. Un sistema de propulsión consiste en un conjunto mecánico, y un propulsor que contiene una energía que se transformará en lo que es una fuerza.

## Sistema de Propulsión
El sistema de Propulsión utiliza un motor como máquina mecánica que utiliza energía, además de otros posibles elementos mecánicos como ruedas y ejes, hélices o una tobera para generar o reconducir la fuerza generada. Es posible que se necesiten otros componentes como embragues o engranajes para conectar el motor a los ejes, ruedas o hélices. Por ejemplo, un sistema de propulsión de un avión generalmente consiste en un motor de avión y algunos medios para generar empuje, como una hélice o tobera de propulsión.

## Propulsión biológica
En biología, los sistemas de propulsión utilizan los músculos como motor y las extremidades como alas, aletas o piernas como medios propulsores. Un sistema tecnológico o biológico podría usar un trabajo humano, o un animal entrenado, para alimentar un dispositivo mecánico, como por ejemplo una bicicleta.

## Propulsión en vehículos

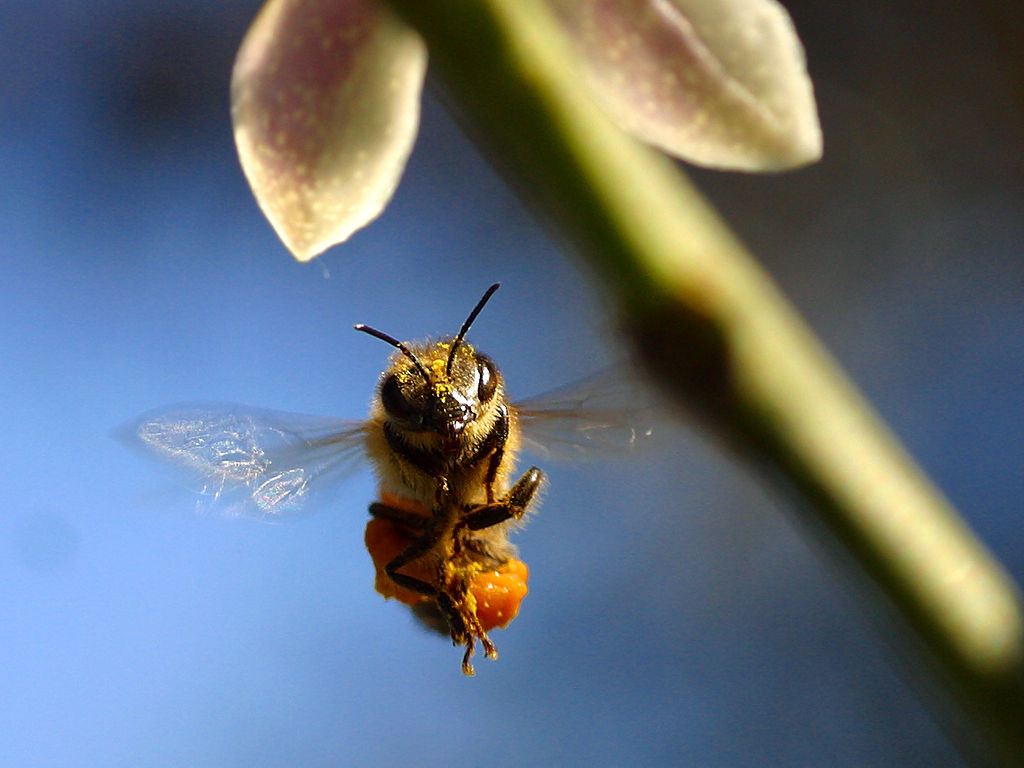
Fotografía de una abeja mientras se propulsa con sus alas.

Un vehículo como un automóvil, un buque o un avión, utilizan diferentes sistemas de propulsión.
- Pueden ser de propulsión humana o vehículos de tracción humana, donde una persona es la que empuja el transporte. Por ejemplo, un rickshaw típico en países como Tailandia.
- Propulsión por el uso de un animal, por ejemplo el coche de caballos.
- Propulsión de origen térmico como el motor térmico es ampliamente utilizado desde la invención de la máquina de vapor en la revolución industrial. En automóviles es habitual el motor de pistón. El motor de reacción, o propulsión a chorro es frecuente en aviación comercial. El motor a reacción se basa en introducir aire a gran velocidad en la turbina, comprimiendo el aire igual que en un pistón, e inyectando un combustible (queroseno), el cual quema y explosiona en el aire comprimido, produciendo una explosión. La forma del reactor y la propia velocidad de más aire entrando por la parte delantera del reactor, hacen que la fuerza de la explosión solamente pueda ir en una dirección, hacia atrás, realizando empuje.
- La propulsión alternativa es un concepto de sustituir los populares motores térmicos de combustibles fósiles, por otros combustibles o medios que puedan provenir de energías renovables.
- Propulsión eléctrica, habitual en los trenes de tracción eléctrica o de transmisión diésel-eléctrica. Cada vez más habitual en nuevos automóviles eléctricos, autobuses eléctricos, y otros tipos de vehículos eléctricos. Otro tipo de propulsión es mediante levitación magnética usando motores eléctricos lineales.
- En un automóvil, se denomina propulsión o tracción trasera a la transmisión del movimiento de este por sus ruedas de atrás.
- La propulsión nuclear es habitual en algunos grandes buques, como portaaviones, submarinos o buques rompehielos.
- Propulsión espacial, es un tipo de empuje diseñado para el entorno espacial, como la propulsión iónica.